# Valdas Adamkus
Valdas Adamkus GColIH (Kaunas, 3 de novembro de 1926), nascido Voldemaras Adamkevicius, é um político e ex-presidente da República da Lituânia, de 1998 a 2003 e de 2004 a 2009.
É casado com Alma Nutautaitė, cidadã lituana e norte-americana. O próprio Adamkus viveu nos Estados Unidos, para onde imigrou em 1949 e onde se formou em Engenharia Civil no Instituto de Tecnologia de Illinois em 1960, retornando ao seu país natal 50 anos depois.
Desde 2003 é Embaixador da Boa Vontade da UNESCO devido ao seu papel na construção de Sociedades de Conhecimento.
Em 31 de maio de 2007 foi agraciado com o Grande-Colar da Ordem do Infante D. Henrique. Em 14 de outubro de 1975 foi agraciado com o Grande-Colar da Ordem Militar de Sant'Iago da Espada de Portugal.